# Jules Moriceau
Jules Moriceau, francoski dirkač, * 2. januar 1887, Nantes, Francija, † 20. junij 1977, Garches, Francija.
Jules Moriceau se je rodil 2. januarja 1887 v francoskem mestu Nantes. V mladosti je delal kot mehanik pri Morsu in Darracqu, med prvo svetovno vojno je bil voznik reševalnega vozila, na dirki Indianapolis 500 1919 pa je bil mehanik sovoznik ob Louisu Wagnerju. Leta 1921 se je zaposlil v tovarni Automobiles Talbot, kjer je kot mehanik skrbel za dirkalnika Henryja Segrava in Alberta Diva, občasno je bil tudi mehanik sovoznik. V sezoni 1922 je prvič sam nastopil kot dirkač, ko je na dirki International 1500 Trophy odstopil. Že na svoji prvi drugi dirki Coupe des Voiturettes v sezoni 1923 pa je dosegel svoj prvi večji uspeh s tretjim mestom v dirkalniku Talbot 70. Na dirkah je še vedno nastopal le občasno vse do sezoni 1926, ko je nastopil na šestih dirkah, na katerih je dosegel tudi tretji mesti na dirkah za Veliko nagrado Provanse in Veliko nagrado Salona, obakrat z dirkalnikom Talbot T700. V sezoni 1927 je dosegel četrto mesto na prvenstveni dirki za Veliko nagrado Francije skupaj z Williamom Grover-Williamsom, v sezoni 1928 pa še četrto mesto na dirki za Veliko nagrado Antibesa, zdaj kot privatnik z dirkalnikom Amilcar C6. Zadnjič je dirkal na dirki Indianapolis 500 1929, kjer je odstopil po trčenju v zid v 31-em krogu. Po dirkaški upokojitvi je delal kot vodja mehanične delavnice v Parizu. Umrl je leta 1977 v Garchesu.